# Banjaran (Driyorejo)
Banjaran is een bestuurslaag in het regentschap Gresik van de provincie Oost-Java, Indonesië. Banjaran telt 5366 inwoners (volkstelling 2010).